# Willy (écrivain)
Pour les articles homonymes, voir Willy et Gauthier.
Cet article possède un paronyme, voir Henri Gautier.
Henry Gauthier-Villars, dit Willy, né à Villiers-sur-Orge le 10 août 1859 et mort à Paris (15e arrondissement) le 12 janvier 1931, est un journaliste, critique musical et romancier français.
Il écrit sous son propre nom mais également sous divers pseudonymes, comme Gaston Villars, Jim Simley, Henry Maugis, Robert Parville ou Henry Willy et a recours à des prêtes-plumes dont l'écrivaine Colette. 

## Biographie

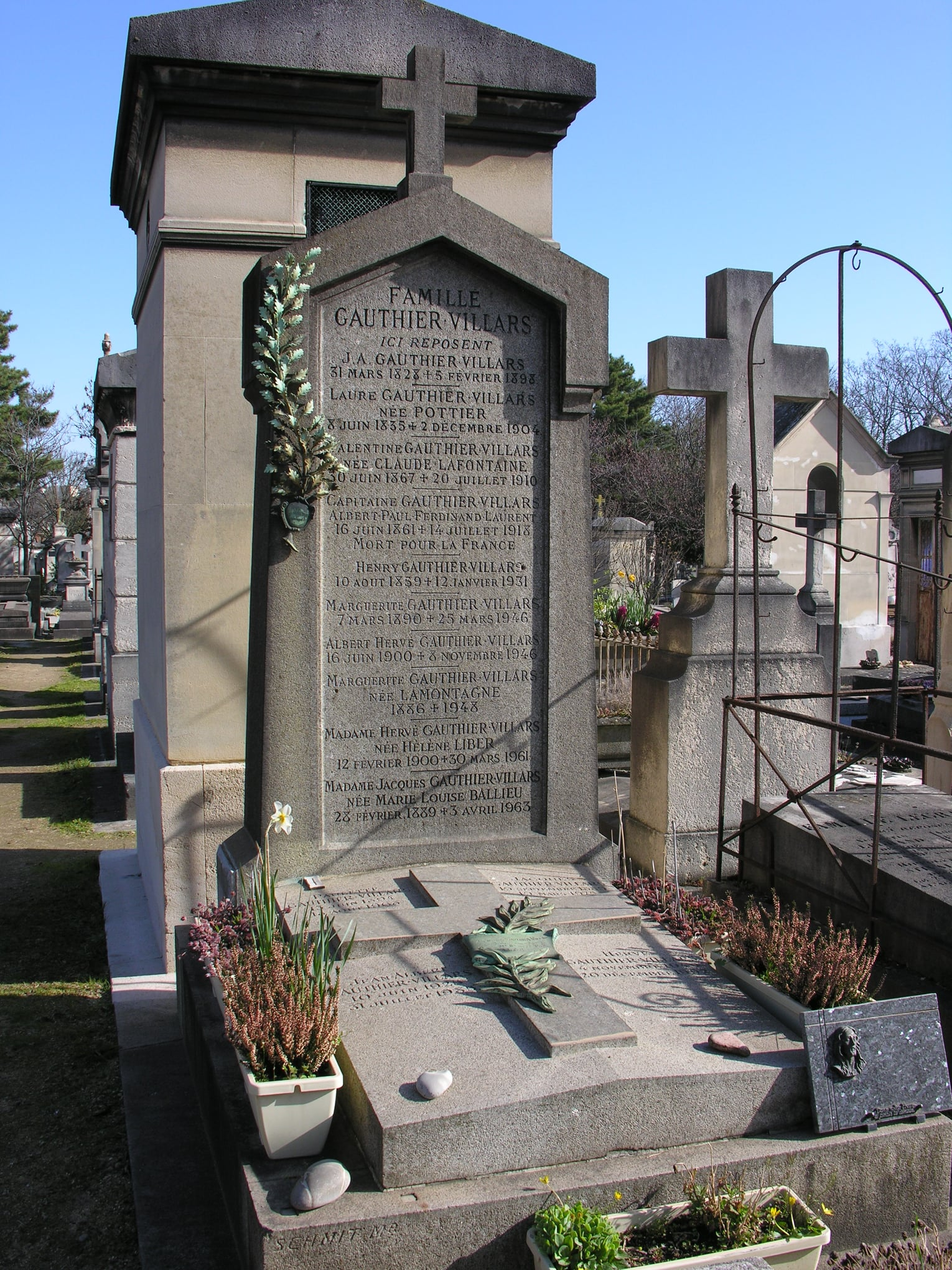
Sépulture au cimetière du Montparnasse.

Willy est le fils aîné de Jean-Albert Gauthier-Villars, qui dirige la maison d'édition Gauthier-Villars, mais il ne participe pas à l'entreprise[réf. nécessaire] : c'est son frère, Albert-Paul, qui prendra la succession. 

### Rencontre et vie conjugale avec Colette
Willy est, entre autres, l'amant de la femme d'Émile Cohl, Marie-Louise Servat, avec laquelle il a un fils, Jacques Henry Gauthier-Villars (né en 1889).  Né d'une liaison adultérine,  cet enfant est alors élevé par une nourrice à Châtillon-sur-Loing lorsqu'il commence à fréquenter Colette de 15 ans sa cadette . Il l'épouse  le 15 mai 1893 à Châtillon-sur-Loing celle-ci étant âgée de vingt ans et lui trente-quatre. Le couple s’installe à Paris, quai des Grands-Augustins, dans la garçonnière d'Henry, au-dessus de la maison d'édition familiale.  En 1901, Colette et son mari déménagent 93, rue de Courcelles (Paris), dans un atelier d'artiste au 6e étage, « torride en été, glacial en hiver ». Ils quittent cet appartement dès 1902 pour s'installer au 177 bis.

### Recours à des prêtes-plumes
Selon l'universitaire Carmen Boustani, Henry Gauthier Villars a eu recours aux services de prêtes-plumes compte tenu de son manque de talent littéraire et du fait que ce statut étant fréquent durant la Belle Epoque par nécessité matérielle et où la culture du pseudonyme et du travestissement étaient assumées. En effet,  Henry Gauthier Villars est l'un des hommes les plus influent de la vie intellectuelle parisienne : boulevardier, écrivain, critique musical. Ainsi, il signe une centaine d'ouvrages (dont les six premiers romans de Colette) mais qui fait travailler de nombreux « nègres » : Jean de Tinan, Curnonsky, Paul-Jean Toulet, Lugné-Poe, Tristan Bernard, Francis Carco, Émile Vuillermoz, etc. Jules Renard écrira d'ailleurs dans son journal, à la date du 21 janvier 1905, « Willy ont beaucoup de talent ». Erik Satie s'est un jour opposé en duel à Willy.
Peu de temps après son mariage, Willy  encourage  Colette à se lancer en écriture  en lui déclarant « Vous devriez jeter sur le papier des souvenirs de l'école primaire. N'ayez pas peur des détails piquants, je pourrais peut-être en tirer quelque chose, les fonds sont bas ».  Ainsi des conditions matérielles qu'elle qualifie d'inconfortable, Colette écrit la série des « Claudine ». Usurpant ses droits d'auteurs, Willy vend les droits des Claudine à ses éditeurs sans son autorisation. Elle ne le lui pardonnera jamais. Elle dira de ce personnage étonnant : « Je le trouve d'une taille, et d'une essence, à inspirer et à supporter la curiosité. Ce qu'il faudrait écrire, c'est le roman de cet homme-là. ». 
Le 1er mai 1905, le couple se sépare. Ils divorcent en 1910. Le 22 mars 1909, Willy autorise les éditions Ollendorff à modifier la signature des Claudine,  permettant ainsi à Colette de reconnaitre ses droits d'auteur tout en utilisant le nom « Colette Willy » jusqu'à son mariage avec Jouvenel, où elle adopte le nom de « Colette ».

### Second mariage
En 1911, Willy épouse l'actrice et écrivaine Marguerite Maniez.
« Les derniers jours de Willy sont difficiles. La souscription lancée en 1929 par les amis de Willy, recueille quatre mille francs. Colette, sollicitée, refuse d’y participer. Mais Willy a eu un bel hommage posthume : trois mille personnes suivent son convoi mortuaire. »
Il meurt en 1931, à soixante-et-onze ans. Il est inhumé au cimetière du Montparnasse (10e division).

## Œuvres principales

### Romans, nouvelles et récits
Les romans de Colette ne sont pas inclus dans cette liste.
- Lettres de l'ouvreuse, voyage autour de la musique, avec Alfred Ernst (1890)
- Histoires normandes, avec Léon Épinette (1891)
- L'Année fantaisiste (4 volumes, 1892-1896)
- Bains de sons, par l'Ouvreuse du Cirque d'été, avec Alfred Ernst (1893)
- Les enfants s'amusent, avec Pierre Veber (1894)
- Une passade, avec Pierre Veber (1894)
- La Mouche des croches, par l'Ouvreuse du Cirque d'été (1894)
- Rythmes et Rires (1894)
- Soirées perdues (1894)
- Entre deux airs, par l'Ouvreuse du Cirque d'été (1895)
- Notes sans portées, par l'Ouvreuse du Cirque d'été (1896)
- Poissons d'avril (1896)
- L'Argonaute, avec André Trémisot (1897)
- Maîtresse d'esthètes (1897), écrit par Jean de Tinan]
- Accords perdus, par l'Ouvreuse du Cirque d'été (1898)
- Fervaal, avec Pierre de Bréville (1898)
- Un vilain monsieur !, roman (1898)
- À manger du foin (1899)
- La Colle aux quintes (1899)
- Suzette veut me lâcher (parfois avec le sous-titre : Tropical Gigolo) (Albin Michel, 1900)
- Le Mariage de Louis XV, d'après des documents nouveaux et une correspondance inédite de Stanislas Leczinski (1900)
- L'Odyssée d'un petit Cévenol (1900)
- La Ronde des blanches (1901)
- Dans le noir !, avec André Trémisot (1901)
- Garçon l'audition ! (1901)
- L'Automobile enchantée, avec Georges Trémisot (1903)
- La Maîtresse du prince Jean, roman (1903)
- Le Petit Roi de la forêt (1903)
- Danseuses (1904)
- La Môme Picrate, roman (1904)
- Une plage d'amour, roman (1905)
- Chaussettes pour dames, défense et illustration du mollet féminin, avec Curnonsky (1905)
- Maugis amoureux, roman (1905)
- Le Roman d'un jeune homme beau (1905)
- Jeux de princes (1906)
- Un petit vieux bien propre (1907)
- Pimprenette (1908)
- Le Retour d'âge (1909)
- Maugis en ménage, roman (1910)
- Lélie, fumeuse d'opium, roman (1911)
- Avec mon régiment, de l'Aisne à La Bassée, par un chef de peloton (1916)
- La Bonne Maîtresse (1916)
- La Bonne Manière, avec la baronne d'Orchamps (1916)
- La Virginité de Mademoiselle Thulette, avec Jeanne Marais (1918) lire sur Wikisource
- Do dièze (1918), écrit par René-Louis Piachaud
- Ledos, tapissier (1919)
- Ginette la rêveuse, roman (1919)
- La Petite Vestale, nouvelles (1920)
- La Femme déshabillée, roman, avec Paul Max (1922)
- Mady écolière, roman, avec Madeleine de Swarte (1922)
- Ça finit par un mariage, roman (1923)
- L'Ersatz d'amour, roman, avec Suzanne de Callias (1923)
- Le Naufragé, roman, avec Suzanne de Callias (1924)
- Les Messieurs de ces Dames, Éditions du Siècle (1924)
- La Fin du vice, avec A. Henry-Rossi (1925)
- Les Bazars de la volupté, avec Pol Prille (1926)
- Gaillardises, avec José de Berys (1926)
- Les Aphrodisiaques (1927)
- Le Fruit vert, nouvelles (1927)
- Le Troisième Sexe (1927)
- Histoires de la manucure, histoires courtes, faciles à lire, faciles à retenir, faciles à raconter (1928)
- Contes sans feuille de vigne (1928)
- La Tournée du petit duc (s.d.)

### Théâtre
- P'stt ! vaudeville en 1 acte, avec André Trémisot, Paris, Théâtre des Mathurins, 9 janvier 1904
- Le Friquet, pièce en 4 actes, d'après Gyp, Paris, Théâtre du Gymnase, 30 septembre 1904
- Allo…263-69, revue en 2 actes, avec Mathonnet de Saint-Georges, 1908
- La Petite Jasmin, comédie en 3 actes, avec Georges Docquois, Paris, Théâtre Impérial, 20 septembre 1912
- L'Homme sandwich, pièce écrite en collaboration avec José de Bérys, Paris, Théâtre Moderne, 1920

### Biographies
- La Vie privée d'un prince allemand au XVIIe siècle. L'Électeur palatin Charles Louis, (1617-1680), avec F. Aussaresses (1926)
- Bizet, biographie critique (1928)

### Autres publications
- Quelques livres, année 1895 (1896)
- Almanach Willy (1904)
- Anches et Embouchures, album inédit (1905)
- Souvenirs littéraires… et autres (1925)
- L'Esprit de Willy, propos, anecdotes et variétés recueillis par Léon Treich (1926)